# Bahnstrecke Leopoldshafen–KIT Campus Nord
| Zug im Bahnhof KIT-Campus Nord |                      |                                             |                                             |
| Kursbuchstrecke (DB): | 710.1                |                                             |                                             |
| Streckenlänge: | 2,2 km               |                                             |                                             |
| Spurweite: | 1435 mm (Normalspur) |                                             |                                             |
| Stromsystem: | 750 Volt =           |                                             |                                             |
| Maximale Neigung: | 5 ‰                  |                                             |                                             |
| |                      |                                             |                                             |
| \| \| \| von Karlsruhe-Mühlburg \| \| \| \| \| Leopoldshafen Nord \| 111 m \| \| \| 0,000 \| nach Linkenheim-Hochstetten \| nach Linkenheim-Hochstetten \| \| \| \| von Karlsruhe-Mühlburg (bis 1989) \| \| \| \| \| \| \| \| \| \| nach Graben-Neudorf (bis 1968) \| \| \| \| \| \| \| \| \| \| Bundesstraße 36 \| \| \| \| 1,185 \| KIT Westtor (Awanst) \| KIT Westtor (Awanst) \| \| \| 1,262 \| KIT WAK (Awanst) \| KIT WAK (Awanst) \| \| \| \| zur Wiederaufarbeitungsanlage Karlsruhe \| \| \| \| 1,360 \| Werkstor (Tor 3) \| Werkstor (Tor 3) \| \| \| 1,440 \| KIT HDB (Awanst) \| KIT HDB (Awanst) \| \| \| \| zur Hauptabteilung Dekontaminationsbetriebe \| \| \| \| 1,974 \| KIT Campus Nord \| 110 m \|} |                      |                                             |                                             |
| Strecke |                      | von Karlsruhe-Mühlburg                      | von Karlsruhe-Mühlburg                      |
| Dienststation / Betriebs- oder Güterbahnhof |                      | Leopoldshafen Nord                          | 111 m                                       |
| Abzweig geradeaus und nach links | 0,000                | nach Linkenheim-Hochstetten                 | nach Linkenheim-Hochstetten                 |
| Strecke von rechts (außer Betrieb) · Strecke |                      | von Karlsruhe-Mühlburg (bis 1989)           | von Karlsruhe-Mühlburg (bis 1989)           |
| Blockstelle (Strecke außer Betrieb) · Strecke |                      |                                             |                                             |
| Abzweig geradeaus und nach links (Strecke außer Betrieb) · Kreuzung (Querstrecke außer Betrieb) |                      | nach Graben-Neudorf (bis 1968)              | nach Graben-Neudorf (bis 1968)              |
| Strecke nach links (außer Betrieb) · Abzweig geradeaus und ehemals von rechts |                      |                                             |                                             |
| Brücke |                      | Bundesstraße 36                             | Bundesstraße 36                             |
| Blockstelle | 1,185                | KIT Westtor (Awanst)                        | KIT Westtor (Awanst)                        |
| Blockstelle | 1,262                | KIT WAK (Awanst)                            | KIT WAK (Awanst)                            |
| Abzweig geradeaus und nach links |                      | zur Wiederaufarbeitungsanlage Karlsruhe     | zur Wiederaufarbeitungsanlage Karlsruhe     |
| Grenze | 1,360                | Werkstor (Tor 3)                            | Werkstor (Tor 3)                            |
| Blockstelle | 1,440                | KIT HDB (Awanst)                            | KIT HDB (Awanst)                            |
| Abzweig geradeaus und nach links |                      | zur Hauptabteilung Dekontaminationsbetriebe | zur Hauptabteilung Dekontaminationsbetriebe |
| Kopfbahnhof Streckenende | 1,974                | KIT Campus Nord                             | 110 m                                       |

Die Bahnstrecke Leopoldshafen–KIT Campus Nord ist eine nicht-öffentliche Anschlussbahn bei Karlsruhe. Sie zweigt im nördlichen Bereich des Betriebsbahnhofs Leopoldshafen Nord von der Hardtbahn ab und erschließt den sogenannten Campus Nord des Karlsruher Institut für Technologie (KIT), bis 2009 Forschungszentrum Karlsruhe (FZK), zuvor Kernforschungszentrum Karlsruhe (KfK). Eine Besonderheit der Strecke ist der Dienstpersonenverkehr für das KIT, der von der Albtal-Verkehrs-Gesellschaft (AVG) durchgeführt wird.

## Geschichte

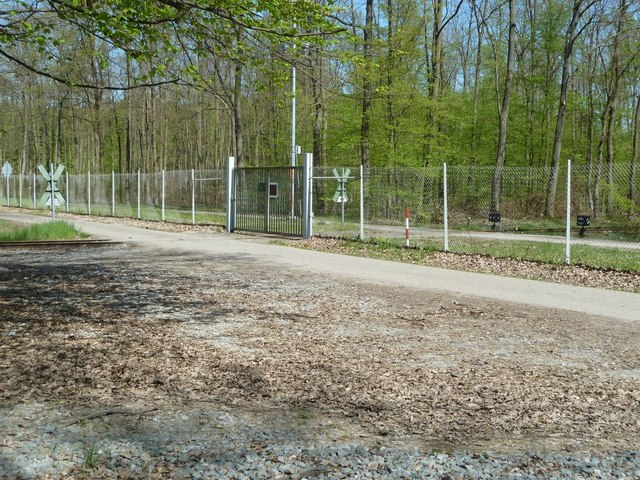
Einfahrt bei Tor 4 des KIT Campus Nord

Die Anschlussbahn wurde ursprünglich zwischen 1972 und 1977 für den Abtransport radioaktiver Abfälle aus dem 1956 eingerichteten Kernforschungszentrum im Hardtwald eingerichtet. Als die AVG 1989 ihre neue, etwas weiter westlich verlaufende, Trasse nach Linkenheim-Hochstetten in Betrieb nahm, wurde auch die Anschlussbahn an diese angebunden, wobei die Güterzüge noch bis 1990 die alte Trasse benutzten. 
Den Dienstpersonenverkehr mit der damaligen Linie A, seit 1994 S1/S11, der Stadtbahn Karlsruhe nahm das Unternehmen schließlich am 8. Dezember 1989 auf. Eigens hierfür musste die Anschlussbahn elektrifiziert sowie innerhalb der Forschungsstätte um 600 Meter verlängert werden, um an der Kreuzung Leopoldshafener Allee/Spöcker Straße einen zentralen Bahnhof errichten zu können, der über zwei Stumpfgleise verfügt. Die Benutzung des Dienstpersonenverkehrs ist nur mit besonderem Ausweis gestattet. Kurz vor der Einfahrt der Züge in das Betriebsgelände betritt Wachpersonal das Fahrzeug und kontrolliert die Zugangsberechtigungen. Erst dann werden die Stahlgittertore für die Bahn geöffnet. Alle anderen Fahrgäste dürfen die Züge von und zum Campus Nord nur bis und ab der Haltestelle Leopoldshafen Frankfurter Straße benutzen.
Weil auf den Linien S1 und S11 regulär ausschließlich Einrichtungsfahrzeuge zum Einsatz kommen, müssen diese morgens nach Ankunft im Endbahnhof KIT Campus Nord Bahnhof rückwärts, das heißt vom Heckführerstand aus gesteuert, als Leerzug bis zur Wendeschleife Leopoldshafen Frankfurter Straße fahren. Nachmittags wird umgekehrt verfahren, das heißt die Züge erreichen den Endbahnhof rückwärtsfahrend als Leerzug und können dann mit Fahrgästen direkt Richtung Bad Herrenalb durchfahren.